# ノーマン・アーマー

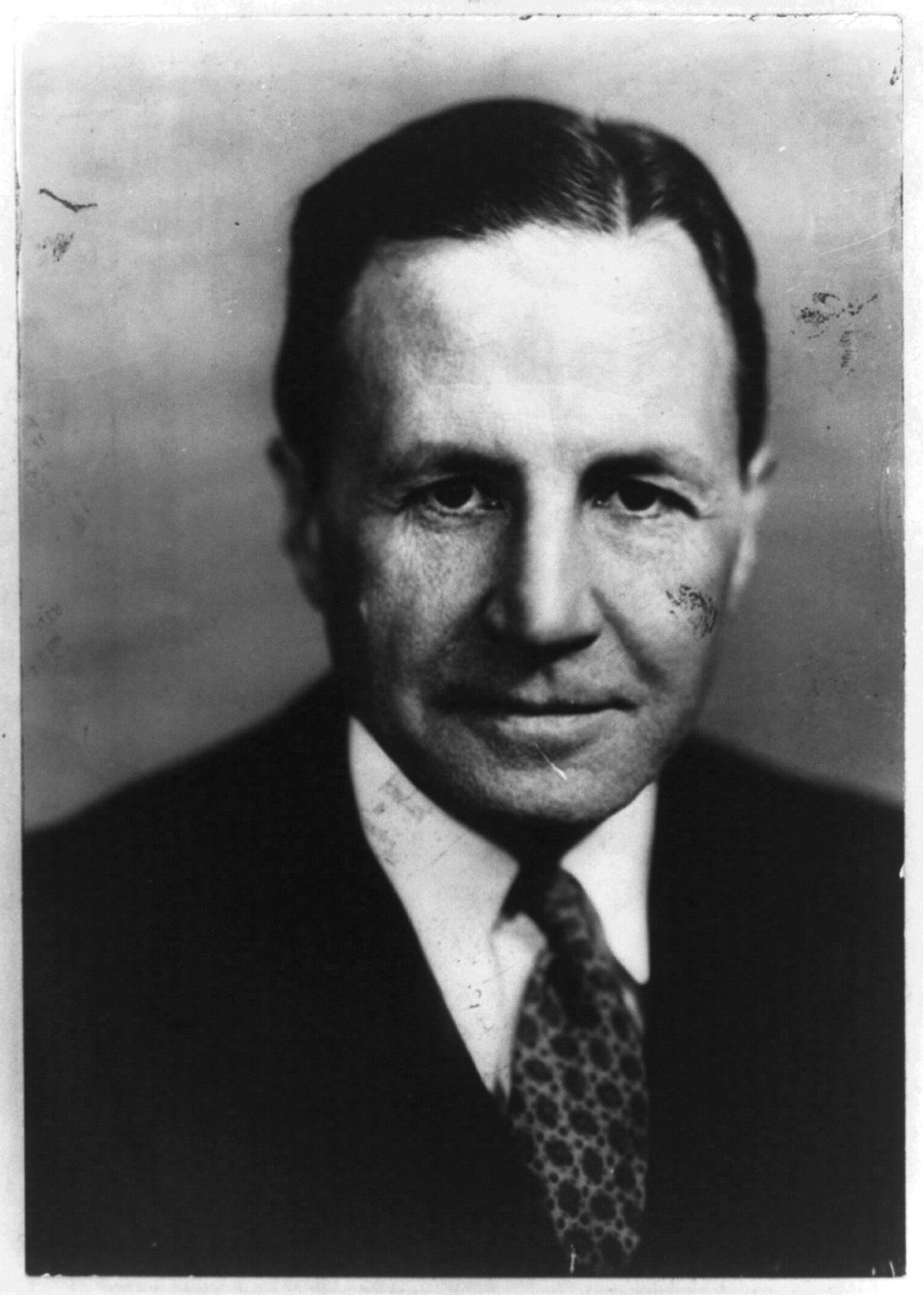
ノーマン・アーマー

ノーマン・アーマー（Norman Armour, 1887年10月14日 - 1982年9月27日）は、アメリカ合衆国の外交官。第一次世界大戦から第二次世界大戦までの期間を外交官として過ごし、8ヶ国で外交使節団の長を務めた。

## 生い立ちと初期の経歴
1887年10月14日、ノーマン・アーマーはイングランドのブライトンにおいて誕生した。アーマーの両親はアメリカ在住であったが、アーマーの誕生時は、休暇でイングランドに滞在していた。父親はジョージ・アリソン・アーマー (George Allison Armour, 1856-1936)、母親はハリエット・フット (Harriette Foote, 1859-1924) であった。
アーマーはニュージャージー州プリンストンで成長し、1909年にプリンストン大学を卒業した。アーマーは在学中、テニス部に所属した。アーマーは1913年にハーバード大学法科大学院を修了し、プリンストン大学で外交政治学の研究員となった。
アーマーは1911年に国務省の非常勤職員として採用された。アーマーは1912年にオーストリア担当職員として勤務し、続いて1915年から1916年までフランス担当職員として勤務した。

## ロシアでの活動
1916年、アーマーは国務省で正職員となり、外交局に配属された。アーマーは二等書記官として、ロシア帝国のペトログラードに派遣された。
1917年、ロシア革命により帝政ロシアは崩壊し、ボリシェヴィキが政権を掌握した。ボリシェヴィキ政府は中央同盟国とブレスト＝リトフスク条約を締結した。アメリカは条約の正式調印に先立って11月7日にロシアとの国交を停止し、駐ロシア大使館から外交官を撤収させた。アーマーを含む一部の職員は残務処理のため大使館に残留した。だが1918年7月25日、ロシア当局はペトログラードに残っていたすべてのアメリカ外交官に対して退去命令を出した。アーマーらはこれに従った。その後アーマーらはペトログラードの東方約540キロメートルのヴォログダに移動し、新たな公使館を設置した。
1918年、干渉戦争によりロシアでの状況はさらに不安定になった。北ロシア戦役においてイギリス領事がロシア軍から攻撃を受け、アーマーらが駐在していたヴォログダの公使館もまた実質的に包囲された状況となった。これ以降、アーマーの行動記録の時系列はやや不明瞭となっている。当時の報道によると、アーマーおよび他の外交官らは8月26日にスウェーデン行きの列車に乗車する許可を受け、ロシアを脱出した。列車は9月5日にスウェーデンのストックホルムに到着したものの、アーマーはそこで拘束され、モスクワに連れ戻された。アーマーには、以下の容疑がかけられた。ノルウェーの偽造パスポートを使用していたこと。外交特使の身分を偽っていたこと。そして秘密裏にペトログラードに戻りニコラス・クダシェフ公爵の娘ミラ・クダチェフ公女を国外に避難させる手配をしたことであった。また同時期の別の報道では、アーマーはモスクワから列車を使わずにフィンランドへ脱出したが、外交特使として身分を偽ったために拘束されたという記録もある。さらに同時期の記録として、ニューヨーク・タイムズ紙にはアーマーの死亡記事が掲載された。
アーマーはアメリカに帰国した直後の11月2日、ミラ・クダチェフ公女との婚約を発表した。そして1919年2月2日、アーマーはベルギーのブリュッセルにおいて、ミラ・クダチェフ公女と結婚した。
アーマーは1919年以降、ベルギー、オランダ、ウルグアイ、イタリアに駐在した。1922年から1924年まではワシントンD.C.での国務省勤務を行い、続いて日本（1922年-1924年）、フランス（1928年-1932年）などに駐在した。

## フランスでの活動
駐仏大使マイロン・ティモシー・ヘリックが1929年3月31日に死去すると、アーマーは臨時代理公使となった。アーマーは後任の大使が決定するまでの間、パリで大使館長を務めた。アーマーにとってはこれが最初の外交使節団の長であった。アーマーはフランスにおいて、大衆に評判のある社会的人物として認知を受けた。アーマーとアーマーの妻は、パリの上流階級の生活例として、しばしばアメリカの新聞に取り上げられた。

## ハイチでの活動
1932年7月25日、アーマーは公使に昇任し、駐ハイチ公使として任命を受けた。アーマーは11月7日に信任状を奉呈して着任した。ハイチは第一次世界大戦以前からアメリカが占領統治していたが、アメリカは政治機能を現地の人民に返還することを検討していた。アーマーに与えられた主たる任務は、占領統治の結果と有効性について調査し、政治機能の返還が円滑に進むよう調整することであった。アーマーが選ばれた理由は流暢なフランス語を話せたことであり、アーマーにはハイチ人との署名を行う立場が与えられた。そして1933年8月7日、アーマーは政治機能の返還に関する条約への調印を行った。これにより、ハイチの政治機能を1944年10月までに返還し、加えて1944年11月までにアメリカ海兵隊を撤退させることが決定した。その後、アメリカ海兵隊は1934年8月14日に撤退を完了した。
アーマーの公使任命は上院の休会中に行われたため、会期末の1933年3月4日に失効した。アーマーは3月8日に帰国し、3月17日に新たに公使として任命を受けた。アーマーは信任状の写しを3月23日に送付し、正式な信任状を4月11日に再奉呈した。アーマーは駐ハイチ公使を1935年3月21日まで務めた。

## カナダでの活動
1935年4月7日に駐カナダ公使ウォレン・デラノ・ロビンスが死去した後、アーマーは5月29日に後任公使として任命を受けた。アーマーは8月7日の信任状奉呈を経て駐カナダ公使に着任し、1938年1月15日までカナダに駐在した。ハイチで成功を収めたアーマーを駐カナダ公使に任命した意図について、ニューヨーク・タイムズ紙は「カナダの重要性をアメリカ内国民に強調するため」と報じた。
アーマーのカナダ駐在中、国務省は外交関係者が外国人と結婚することを禁止した。これは、潜在的な利害関係の衝突を危惧したことによる決定であった。当時、外国人と結婚をした外交官は122名いたが、ロシアの公爵の娘を妻としていたアーマーは特に注目を浴びた。アーマー自身の知名度の高さや、結婚に至る経緯も相まって、アーマーは賛否双方の面から報道された。

## チリおよびアルゼンチンでの活動
1938年1月17日、アーマーは駐チリ大使として任命を受けた。アーマーは4月21日に信任状を奉呈し、比較的平穏にこのポストを務めた。アーマーは1939年6月10日に駐チリ公使を退いた。1939年6月22日、アーマーは駐アルゼンチン大使として任命を受けた。アーマーは9月7日に信任状を奉呈した。その当時、第二次世界大戦が加熱し始めていたことから、アーマーには南米諸国とよりよい関係を構築することが求められた。それ以前、アメリカは南米諸国に対して、枢軸国を支援しないよう圧力をかけていた。特にアルゼンチンに対しては、タングステンを日本へと輸出しないよう要求していた。だがタングステンの輸出先はおよそ5割が日本であったことから、この要求はアルゼンチンにとって死活問題であった。アーマーはこの問題に対して交渉を試みたが、アルゼンチンは動くことを拒否し、表面上は中立の立場を維持し続けた。
1941年、ノーマンは第1回パンアメリカン競技大会の名誉理事に選ばれた。競技は1942年にブエノスアイレスで実施される予定であったが、不運にも第二次世界大戦の影響により中止となった。
第二次世界大戦末期の1944年1月26日、アルゼンチンはイギリスやアメリカからの圧力に屈し、枢軸国との関係を断絶した。だがその直後から、この決定を下したアルゼンチン大統領ペドロ・パブロ・ラミレスは親枢軸中立を掲げる統一将校団から非難を受けることになった。その結果ラミレス大統領は2月に失脚し、副大統領エデルミロ・ファレルによる政権が3月に成立した。アメリカはこの新政権を承認せず、アルゼンチンに対する経済制裁を発動した。アメリカはアーマーに対して、アルゼンチンに残留するよう命令を下した。しかしその一方で、新政府とは規定条件がクリアされるまではいかなる公的関係も築かないようにも要請した。アメリカはこれを親枢軸派による政変であると考え、1944年3月3日に国交を停止する決定を公式に下した。そしてアーマーは1944年6月27日に公式に駐アルゼンチン大使を退任した。
駐アルゼンチン大使退任後、アーマーは国務省ラテンアメリカ部の部長代行となり、1945年3月まで務めた。

## スペインでの活動と引退
1944年12月15日、アーマーは駐スペイン大使として任命を受けた。アーマーは1945年3月24日に信任状を奉呈して着任した。アーマーは第二次世界大戦終戦まで、枢軸国の一部に支援の姿勢を見せるスペイン大統領フランシスコ・フランコによる政府に圧力をかけ続けた。アーマーは1945年12月1日に駐スペイン大使を退任した。アメリカはその後、後任大使の派遣を1951年まで拒否し続け、スペインの孤立化を図った。アーマーは駐スペイン大使退任後、国務省を辞して現役から引退した。
1947年6月10日、アーマーはハリー・トルーマン政権で政治担当国務次官補に指名された。アーマーは現役復帰を決め、1947年7月1日に着任した。アーマーはジョージ・C・マーシャル国務長官の下で1948年7月15日まで政治担当国務次官補を務め、2度目の引退をした。
1950年9月20日、アーマーはハリー・トルーマン政権で駐ベネズエラ大使に指名された、アーマーは2度目の現役復帰を決め、1950年12月7日に着任した。アーマーは1951年10月2日に駐ベネズエラ大使を退任し、3度目の引退をした。
1954年9月15日、アーマーはドワイト・アイゼンハワー政権で駐グアテマラ大使に指名された。アーマーは3度目の現役復帰を決め、1954年10月18日に着任した。アーマーは1955年5月9日に駐グアテマラ大使を退任し、4度目の引退をした。アーマーはジョセフ・マッカーシーによる国務省への攻撃的非難マッカーシズムに際し、1954年1月に外交官仲間と共同で抗議声明を行った。アーマーらは抗議声明において、「国務省外交部は、我々の忠誠心や道徳規範を疑問視する外的要因による攻撃に晒され続けてきた」と述べた。この抗議声明に署名したのはアーマーおよび、元駐日アメリカ合衆国大使ジョセフ・グルー、元駐イタリア大使ウィリアム・フィリップス、元駐アルゼンチン大使ロバート・ウッズ・ブリス、元国務次官補ガーディナー・ハウランド・ショウの計5人であった。
1976年、アーマーは雑誌のインタビューにおいて、自身の仕事の中で最も誇りに思える仕事は、マッカーシズムに対する1954年の抗議声明であったと述べた。
1982年9月27日、アーマーはニューヨーク州マンハッタンにおいて死去した。アーマーの遺体はニュージャージー州のプリンストン墓地に埋葬された。